# Androsace rotundifolia
Androsace rotundifolia är en viveväxtart. Androsace rotundifolia ingår i släktet grusvivor, och familjen viveväxter.

## Underarter
Arten delas in i följande underarter:
- A. r. glandulosa
- A. r. rotundifolia
- A. r. thomsonii